# Peter di Hannover
Peter di Hannover o Peter di Hameln o Peter il selvaggio (in inglese: Peter the Wild Boy; in tedesco: Wilder Peter von Hameln o von Hannover; 1713 circa – Berkhamsted, 22 febbraio 1785) fu un giovane disabile scoperto nel 1724 in un bosco tra Hannover e Hameln. Era vissuto allo stato selvatico, nel quale probabilmente era stato abbandonato dai genitori. Camminava carponi e non sapeva parlare. Condotto alla corte di Giorgio I, non imparò mai l'inglese e visse di un sussidio presso una fattoria. La medicina moderna ritiene che soffrisse del raro disordine genetico di Pitt-Hopkins.

## Biografia

### Scoperta e cattura
Le prime notizie della stampa britannica su Peter di Hannover datano dall'11 dicembre 1725, quando una traduzione di dispacci stranieri pervenne come segue in inglese, seguendo uno schema comune ad altri ragazzi selvaggi.
Sulla base di coeve fonti tedesche si ritiene che la scoperta sia avvenuta assai prima. Il fanciullo fu ritrovato il 4 maggio 1724 da un abitante di Hameln; era nudo ma recava ancora i brandelli di una camicia attorno al collo, e sembrava avere circa tredici anni. L'uomo riuscì a condurlo in città, dove fu esposto al pubblico ludibrio. Sebbene non fosse sordo, non era in grado di parlare, fatto che gli osservatori attribuirono a una malformazione della lingua; intonava però melodie senza parole e danzava o saltava udendo musica; era sì un buon corridore, ma non sapeva arrampicarsi sugli alberi. Poiché tentava di riconquistare la libertà, fu sottoposto alla sorveglianza di un guardiano che lo rese docile e lo abituò a nutrirsi di cibo comune. La sua selvaticità si dimostrava attraverso accessi di rabbia violenta; nel contempo sembrava affettuoso e aveva l'abitudine di baciare persone e cose, o di mandare baci con le mani, anche se non sopportava le donne.

### Trasferimento a Londra
Peter fu presentato a Giorgio I, che lo offrì «in dono» alla principessa di Galles, Carolina. Così nell'aprile 1726 il ragazzo fu condotto a Londra, circondato dalla curiosità popolare e intellettuale. Le testimonianze di questo periodo riportano che rifiutava di coricarsi in un letto, preferendo adagiarsi in un angolo della stanza, come se fosse abituato a dormire su un albero per difendersi dagli animali.

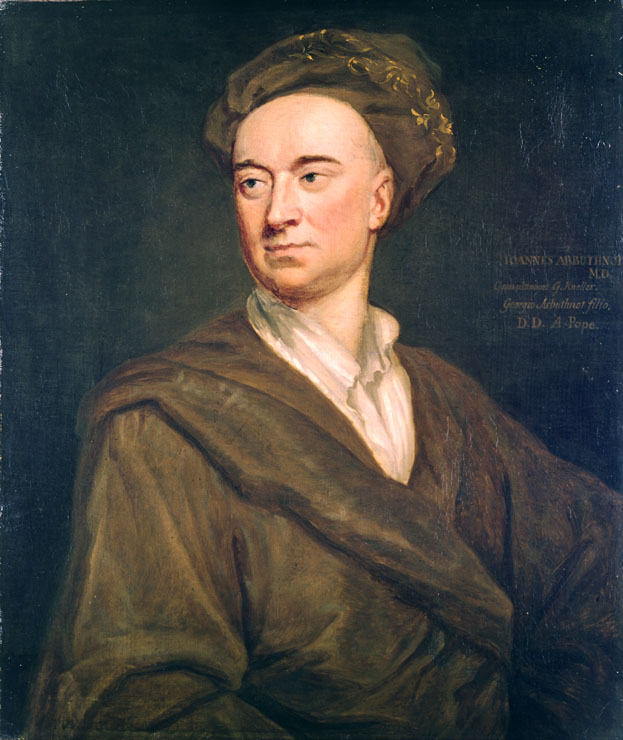
John Arbuthnot

Carolina affidò Peter a John Arbuthnot perché ne curasse l'educazione. Non è noto come Arbuthnot condusse l'esperimento, ma già alla fine del 1726 fu chiaro che esso era destinato a fallire: il giovane non apprese l'uso del linguaggio né pronunciò una sola parola. In compenso, molto si favoleggiò sulle circostanze del ritrovamento, sull'aspetto e sulla selvaticità del fanciullo, sulle sue capacità e sulla sua dieta, sulla sua età stessa. Tra le altre, si diffuse anche la leggenda della sua morte prematura appena due mesi dopo l'arrivo a Londra.

### Dibattito culturale
La curiosità popolare vide sempre in Peter una sorta di scherzo della natura, e se l'essere salvato da un re e portato a corte fu in qualche modo la sua fortuna, mai vi fu nei suoi confronti l'attenzione che si rivolge a un soggetto debole e svantaggiato. Egli fu invece al centro di un dibattito culturale che coinvolse anche scrittori come Swift e Defoe (i quali avevano entrambi già frequentato il tema del «selvaggio»), mentre il pittore William Kent lo ritrasse tra i membri della corte in un affresco conservato sul lato est dello Scalone Reale di Kensington Palace.
A Swift e Arbuthnot sono attribuiti due pamphlet anonimi del 1726, il primo dei quali si intitola The most wonderful wonder that ever appeared to the wonder of the British nation, consiste in un dialogo tra Peter e la sua presunta mamma orsa ed è un'occasione di satira verso la corte e la società britannica. Carattere satirico ha anche il secondo libello, dal titolo It cannot rain but it pours, or, London strow'd with rarities, dove gli autori danno invece a Peter una mamma scrofa. Il loro bersaglio è sempre la «fissazione» dei connazionali per il fenomeno del ragazzo selvaggio di Hannover.
Dal canto suo, Defoe fu il primo a trattare compiutamente il caso in un libro e a dar vita al dibattito culturale serio su Peter. In Mere nature delineated, l'autore tentò di discernere i fatti dalle dicerie, per poi interrogarsi sull'essenza umana in un individuo il cui comportamento appariva dettato dalla «mera natura». Concluse che, sebbene non fossero decisivi i deboli indizi della presenza in lui di un'«anima», a Peter doveva esserne concessa una: si trattava cioè di un soggetto pienamente umano, per quanto solo in potenza.

### Ultimi anni
La moda di Peter nella società inglese si spense quasi subito, dopo meno di un anno, contemporaneamente alla rinuncia di Arbuthnot all'incarico di educare il ragazzo. Tramite la signora Titchbourn, dama di corte della regina, egli fu affidato a un fattore dello Hertfordshire, James Fenn, e dopo la morte di questi al fratello Thomas di Berkhamsted.
Le notizie su questo lungo periodo della sua vita provengono dai registri parrocchiali di Northchurch e consistono nella testimonianza di una persona del luogo che lo conobbe e poté osservarlo dappresso. La testimonianza sgombrò il campo dalle leggende su alcune attitudini animalesche del giovane, ma in compenso ne creò di nuove. Narra ad esempio che l'approssimarsi del maltempo lo rendesse irrequieto, e che in certi periodi dell'anno amasse sgattaiolare nei boschi per cibarsi di foglie, faggine, ghiande, muschio degli alberi. Nella vita adulta Peter è descritto fisicamente come un uomo di media statura, normale tranne per una malformazione che univa due dita della mano sinistra; caratterialmente timido e gentile, privo di interesse per l'altro sesso; psichicamente affetto da comune idiozia.
Le persone che ebbero Peter in affidamento gli riservarono una certa premura e, in effetti, si preoccuparono di evitare che si smarrisse. A tal fine gli fecero forgiare un collare che, lungi dal fungere da strumento di prigionia, recava incisi i suoi dati «anagrafici» e la residenza, perché chiunque lo ritrovasse potesse ricondurlo a casa.
Nel giugno 1782 l'ormai anziano Peter di Hannover ricevette la visita di lord Monboddo, da sempre incuriosito dal fenomeno dei ragazzi selvaggi; egli lo descrisse «di bassa statura» (1,60 m), «nient'affatto brutto» e dall'espressione «sensibile e sagace». Sebbene non parlasse, gli riferì la padrona di casa, «capiva tutto ciò che gli veniva detto sui semplici fatti della vita». Si era abituato al cibo comune e assumeva anche dell'alcool. Monboddo incaricò poi un certo Burgess di Oxford di svolgere nuove indagini; scoprì così che era in grado di cantare una canzone al solo udirne il titolo, che conosceva alcune parole con le quali poteva rispondere a semplici domande e che sapeva contare fino a venti. Benché non avesse appreso la lingua, gradualmente aveva imparato le buone maniere.

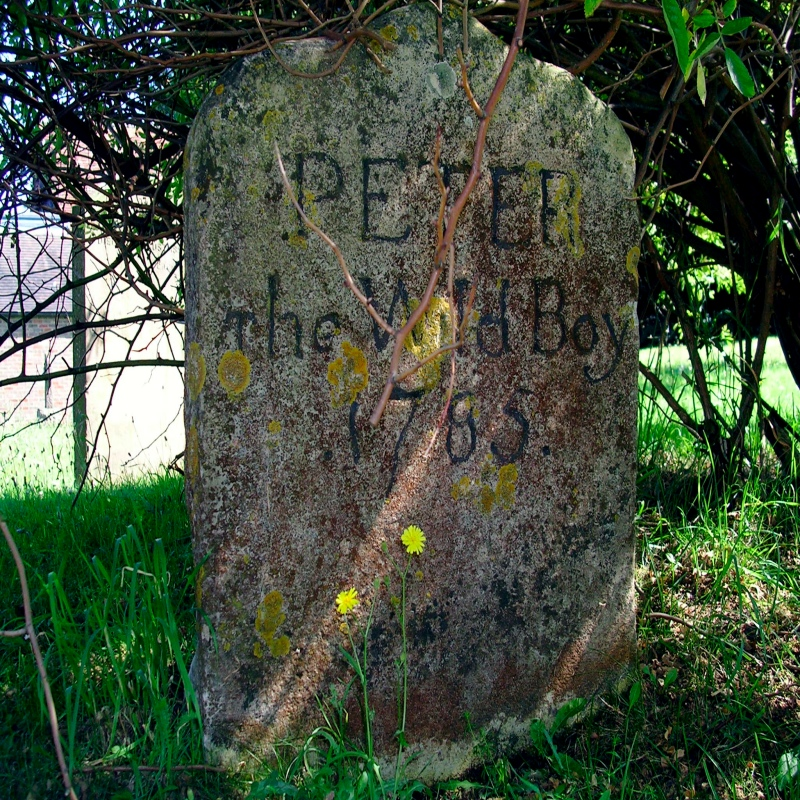
Tomba di Peter a Northchurch

Peter di Hannover beneficiò di una pensione reale di trenta sterline e visse fino all'età di circa settantadue anni. Morì il 22 febbraio 1785 e fu sepolto nel cimitero di St. Mary's Church a Northchurch.

## Controversie
Oltre a Monboddo, anche Richard Edgeworth e sua figlia Maria si recarono in visita da Peter, svolgendo esperimenti e concludendo - diversamente dal lord scozzese che lo credeva un vero selvaggio - trattarsi di un ritardato che aveva acquisito semplici automatismi e non ottenuto veri progressi intellettivi.
Nel 1763 l'autore anonimo di A philosophical survey of nature intese screditare la leggenda di Peter il selvaggio tramite la parola di un gentiluomo che, uditone a sua volta da un conoscente tedesco, ebbe a dire che il ragazzo era solo un povero contadinello «nato idiota», e che la storia del suo ritrovamento nel bosco non era altro che uno scherzo da buontemponi orchestrato davanti a una buona bottiglia al «palazzo di H.».
Nel XIX secolo, Blumenbach riesaminò il caso giudicandolo non credibile e notando nei documenti una serie di dettagli trascurati dalle cronache. Alla scoperta, Peter recava al collo i brandelli di una camicia e aveva le cosce molto bianche rispetto alla pelle abbronzata delle gambe (segno che, forse, aveva indossato di recente pantaloni alla zuava). V'era inoltre la testimonianza di alcuni barcaioli della Weser che riferirono di aver dato più volte del pane a un ragazzetto nudo che si aggirava lungo le rive del fiume. L'antropologo tedesco riteneva che Peter il selvaggio fosse in realtà il figlio di un vedovo di Lüchtringen, tale Krüger, fuggito nei boschi di recente (1723), ritrovato dopo un anno e subito cacciato di casa dalla seconda moglie dell'uomo. Blumenbach concluse, esponendosi a una serie di critiche, che doveva trattarsi di un semplice minorato mentale superficialmente scambiato per un «ideale di pura natura umana».

## Diagnosi postuma
Circa la condizione di Peter, non riconosciuta all'epoca, si è sospettato sulle prime che soffrisse di autismo. Ma nel 2011 il genetista Philip Beales, sulla base del dipinto di Kent e delle informazioni sulle abitudini e sulle caratteristiche fisiche del ragazzo, ha avanzato la tesi che fosse nato con la sindrome di Pitt-Hopkins, identificata solo nel 1978. Parrebbero deporre in tal senso la curva pronunciata del prolabio, lo spessore delle labbra, la piccola statura, i capelli arruffati e la presenza forse di dita ippocratiche che sembra suggerita dalla biografia. L'esistenza della malattia genetica, che provoca gravi difficoltà d'apprendimento e di linguaggio, potrebbe spiegare l'abbandono di Peter da parte dei genitori e la sua vicenda: in particolare sembra plausibile che il ragazzo non fosse davvero sopravvissuto a lungo nei boschi, ma vi fosse stato lasciato solo poco tempo prima della cattura.

## Citazioni letterarie
In uno dei suoi libri di maggior successo, Città di vetro, ambientato a New York, lo scrittore americano Paul Auster cita Peter di Hannover, trattando le conseguenze dell'isolamento dalla società sul linguaggio umano: "Peter di Hannover fu un ragazzo selvatico di circa quattordici anni, che era stato trovato muto e nudo in una foresta sul limitare della città tedesca di Hamelin e che fu condotto alla corte inglese, sotto la protezione speciale di re Giorgio I. Sia a Jonathan Swift  che a Daniel Defoe fu concesso di vederlo e l'esperienza indusse Defoe a scrivere il pamphlet del 1727 Mere Nature Delineated. Peter non imparò mai a parlare e, parecchi mesi dopo, fu mandato in campagna, dove visse fino all'età di settant'anni, senza alcun interesse per il sesso, il denaro o altri beni materiali".